# Aura Salla
Aura Salla (Lappeenranta, 13 de junio de 1984) es una doctora en ciencias políticas y política finlandesa. Afiliada al Partido Coalición Nacional, actualmente se desempeña como miembro del parlamento finlandés en representación del distrito electoral de Helsinki.

## Educación y carrera
Salla tiene un doctorado en ciencias políticas de la Universidad de Turku.
Salla ha trabajado en Bruselas como directora de relaciones sociales de Meta Platforms, siendo responsable de asuntos de la Unión Europea y jefa de oficina. Trabajó como asesora en el gabinete del comisario de la UE Jyrki Katainen entre 2014 y 2016, y como asesora en la unidad de estrategia del presidente de la Comisión, Jean-Claude Juncker, entre 2016 y 2020.
En las elecciones parlamentarias de 2023, resultó electa por el distrito electoral de Helsinki.

## Resultados electorales

### Parlamento de Finlandia
|  | 1,08 % |

|  | 26,41 % |